# Angy (album)
Angy è l'album d'esordio della cantante e attrice spagnola Angy Fernández. È stato prodotto da José Pamón Flórez ed è stato pubblicato il 12 febbraio 2008. Dall'album sono stati estratti due singoli: Sola En El Silencio e Adiós. Nell'album sono presenti anche alcune cover come Baby One More Time e Girls Just Want to Have Fun.

## Tracce
1. Sola En El Silencio
2. Adiós
3. Quiero Verte Llorar
4. Sólo Tú
5. Baby One More Time
6. Just A Girl
7. Smells Like Teen Spirit
8. Lunática
9. Devil Came To Me
10. Everywhere
11. 10.000 Razones
12. Girls Just Want To Have Fun

## Singoli e videoclip
- Sola en el Silencio
- Adiós